# Lijst van voetbalinterlands Mexico - Oezbekistan
Deze lijst van voetbalinterlands is een overzicht van alle officiële voetbalwedstrijden tussen de nationale teams van Mexico en Oezbekistan. De landen speelden tot op heden een keer tegen elkaar. Dat was een vriendschappelijke wedstrijd op 12 september 2023 in Atlanta (Verenigde Staten).

## Wedstrijden
| № | Plaats  | Datum             | Competitie        | Wedstrijd            | Uitslag |
| - | ------- | ----------------- | ----------------- | -------------------- | ------- |
| 1 | Atlanta | 12 september 2023 | Vriendschappelijk | Mexico – Oezbekistan | 3 – 3   |

## Samenvatting
| Competitie        | Totaal gespeeld | Winst Mexico | Gelijk | Winst Oezbekistan | Doelsaldo Mexico – Oezbekistan |
| ----------------- | --------------- | ------------ | ------ | ----------------- | ------------------------------ |
| Vriendschappelijk | 1               | 0            | 1      | 0                 | 3 − 3                          |
| Totaal            | 1               | 0            | 1      | 0                 | 3 − 3                          |

FMF · A-internationals · Selecties · Bondscoaches · Statistieken · Mexicaans vrouwenelftal · Olympisch elftal · Mexico U21 · Mexico U20 · Mexico U19 · Mexico U18 · Mexico U17
1920 – 1949 ·
1950 – 1969 ·
1970 – 1979 ·
1980 – 1989 ·
1990 – 1999 ·
2000 – 2009 ·
2010 – 2019 ·
2020 – 2029
Copa América 1993 ·
Copa América 1995 ·
Copa América 1997 ·
Copa América 1999 ·
Copa América 2001 ·
Copa América 2004 ·
Copa América 2007 ·
Copa América 2011 ·
Copa América 2015 · 
Copa América 2016
WK 1930 ·
WK 1950 ·
WK 1954 ·
WK 1958 ·
WK 1962 ·
WK 1966 ·
WK 1970 ·
WK 1978 ·
WK 1986 ·
WK 1994 ·
WK 1998 ·
WK 2002 ·
WK 2006 ·
WK 2010 ·
WK 2014 · 
WK 2018
OS 1928 ·
OS 1948 ·
OS 1964 ·
OS 1968 ·
OS 1972 ·
OS 1976 ·
OS 1992 ·
OS 1996 ·
OS 2004 ·
OS 2012 ·
OS 2016 ·
OS 2020
1923 ·
1924–1927 ·
1928 ·
1929 ·
1930 ·
1931–1933 ·
1934 ·
1935 ·
1936 ·
1937 ·
1938 ·
1939–1946 ·
1947 ·
1948 ·
1949 ·
1950 ·
1951 ·
1952 ·
1953 ·
1954 ·
1955 ·
1956 ·
1957 ·
1958 ·
1959 ·
1960 ·
1961 ·
1962 ·
1963 ·
1964 ·
1965 ·
1966 ·
1967 ·
1968 ·
1969 ·
1970 · 
1971 · 
1972 · 
1973 · 
1974 · 
1975 · 
1976 · 
1977 · 
1978 · 
1979 · 
1980 · 
1981 · 
1982 · 
1983 · 
1984 · 
1985 · 
1986 · 
1987 · 
1988 · 
1989 · 
1990 · 
1991 · 
1992 · 
1993 · 
1994 · 
1995 · 
1996 · 
1997 · 
1998 · 
1999 · 
2000 · 
2001 · 
2002 · 
2003 · 
2004 · 
2005 · 
2006 · 
2007 · 
2008 · 
2009 · 
2010 · 
2011 · 
2012 · 
2013 · 
2014 · 
2015 · 
2016 ·
2017 ·
2018 ·
2019 ·
2020 ·
2021 ·
2022 ·
2023
Albanië ·
Algerije ·
Angola ·
Argentinië ·
Australië ·
België ·
Belize ·
Bermuda ·
Bolivia ·
Bosnië en Herzegovina ·
Brazilië ·
Bulgarije ·
Canada ·
Chili ·
China ·
Colombia ·
Congo-Kinshasa ·
Costa Rica ·
Cuba ·
Curaçao ·
DDR ·
Denemarken ·
Dominica ·
Duitsland ·
Ecuador ·
Egypte ·
El Salvador ·
Engeland ·
Estland ·
Fiji ·
Finland ·
Frankrijk ·
Gambia ·
Ghana ·
Griekenland ·
Guatemala ·
Guyana ·
Haïti ·
Honduras ·
Hongarije ·
Ierland ·
IJsland ·
Irak ·
Iran ·
Israël ·
Italië ·
Ivoorkust ·
Jamaica ·
Japan ·
Joegoslavië ·
Kameroen ·
Kroatië ·
Liberia ·
Luxemburg ·
Marokko ·
Martinique ·
Nederland ·
Nederlandse Antillen ·
Nicaragua ·
Nieuw-Zeeland ·
Nigeria ·
Noord-Ierland ·
Noord-Korea ·
Noorwegen ·
Oekraïne ·
Oezbekistan ·
Panama ·
Paraguay ·
Peru ·
Polen ·
Portugal ·
Qatar ·
Roemenië ·
Rusland ·
Saint Kitts en Nevis ·
Saint Vincent en de Grenadines ·
Saoedi-Arabië ·
Schotland ·
Senegal ·
Servië ·
Slovenië ·
Slowakije ·
Sovjet-Unie ·
Spanje ·
Suriname ·
Trinidad en Tobago ·
Tsjechië ·
Tsjecho-Slowakije ·
Tunesië ·
Uruguay ·
Venezuela ·
Verenigde Staten ·
Wales ·
Wit-Rusland ·
Zuid-Afrika ·
Zuid-Korea ·
Zweden ·
Zwitserland
Angola (2006) ·
Argentinië (2006) ·
Brazilië (1999) ·
Brazilië (2014) ·
Brazilië (2018) ·
Duitsland (2018) ·
Frankrijk (2010) ·
Iran (2006) ·
Kameroen (2014) ·
Kroatië (2014) ·
Nederland (2014) ·
Portugal (2006) ·
Uruguay (2010) ·
Zuid-Afrika (2010) ·
Zuid-Korea (2018) ·
Zweden (2018)
UFF · A-internationals · Bondscoaches · Statistieken · Oezbeeks vrouwenelftal · Olympisch elftal · Oezbekistan U21 · Oezbekistan U20 · Oezbekistan U19 · Oezbekistan U18 · Oezbekistan U17
1990 – 1999 ·
2000 – 2009 ·
2010 – 2019 ·
2020 – 2029 ·
1994 · 
1995 · 
1996 · 
1997 · 
1998 · 
1999 · 
2000 · 
2001 · 
2002 · 
2003 · 
2004 · 
2005 · 
2006 · 
2007 · 
2008 · 
2009 · 
2010 · 
2011 · 
2012 · 
2013 · 
2014 ·
2015 ·
2016 ·
2017 ·
2018 ·
2019 ·
2020 ·
2021 ·
2022 ·
2023
Albanië ·
Armenië ·
Australië ·
Azerbeidzjan ·
Bahrein ·
Bangladesh ·
Bolivia ·
Bosnië en Herzegovina ·
Burkina Faso ·
Cambodja ·
Canada ·
China ·
Costa Rica ·
Estland ·
Filipijnen ·
Georgië ·
Hongkong ·
India ·
Indonesië ·
Irak ·
Iran ·
Israël ·
Japan ·
Jemen ·
Jordanië ·
Kameroen ·
Kazachstan ·
Kirgizië ·
Koeweit ·
Letland ·
Libanon ·
Malediven ·
Maleisië ·
Marokko ·
Mexico ·
Mongolië ·
Montenegro ·
Nieuw-Zeeland ·
Nigeria ·
Noord-Korea ·
Oeganda ·
Oekraïne ·
Oman ·
Palestina ·
Qatar ·
Rusland ·
Saoedi-Arabië ·
Senegal ·
Singapore ·
Slowakije ·
Sri Lanka ·
Syrië ·
Tadzjikistan ·
Taiwan ·
Thailand ·
Turkije ·
Turkmenistan ·
Uruguay ·
Venezuela ·
Verenigde Arabische Emiraten ·
Verenigde Staten ·
Vietnam ·
Wit-Rusland ·
Zuid-Korea ·
Zuid-Soedan ·
Zweden